# シャキ
シャキ（英：Shakhi）は、チベット原産の警備犬種のひとつである。別名はチベタン・ガード・ドッグ（英：Tibetan Guard Dog）、コンポ（英：Konpo）。
時に本種の別名と犬種名が似ていることからコンキーと混同されることもあるが、両者は全くの別種である。

## 歴史
さまざまなものを守ることを目的として作り出された古いガードドッグ（警備犬）であるが、生い立ちや作出時期などは資料が残されていないため、一切不詳である。
主に警備犬としてさまざまなものを守るために使われた。主人の家や土地を番犬として守ったり、主人に付き添って猛獣や悪漢、盗賊などから身を護衛したり、家畜を泥棒や猛獣から守る護畜犬としてそれらと戦うのに使われている。又、時には猟犬としてさまざまな獲物のセントハント（嗅覚猟）に使われることもある。
現在チベットとネパール以外では飼育されていない希少種で、他地域で飼育されたことは無い。もちろん各国のケネルクラブには公認されていない。

## 特徴
筋肉質の引き締まった体つきをしていて、脚は長い。アップルヘッドに近い形で小さめの頭部を持ち、マズルは短めで先は丸い。耳は垂れ耳、尾は半分巻いた垂れ尾。コートは厚めのロングコートで、毛色はブラック・アンド・サンディやレッド・アンド・サンディ、明色系の複合色などがある。大型犬サイズで性格は忠実で従順、警戒心が強い。使役中は防衛本能が高まり攻撃的な態度も見せるが、使役を任かされていないときは、主人がそばにいればある程度触れ合うことが出来るとされる。運動量は普通である。